# Versammlung (Reiten)
| Ausbildungsskala der FN                                                      |
| ---------------------------------------------------------------------------- |
| - Takt - Losgelassenheit - Anlehnung - Schwung - Geraderichten - Versammlung |
| Gleichgewicht Durchlässigkeit                                                |

Versammlung ist ein Begriff des Pferdesports und umfasst aus ganzheitlicher Sicht die physische, mentale und emotionale Bereitschaft des Pferdes, sich unmittelbar in jede Raumrichtung zu bewegen. Definiert wird sie als „derjenige Zustand des Pferdes, in welchem es zur Zusammenfassung aller Kräfte zu einem bestimmten Zweck seine Vorhand durch vermehrte Lastaufnahme der gebeugt untertretenden Hinterhand erleichtert“.
Der Mensch kann sie sich als Reiter, aber auch vom Boden aus, durch geeignete Kommunikationshilfen nutzbar machen. So wird ein krankes, mental abgestumpftes oder zu junges, physisch und mental nicht gereiftes Pferd niemals eine Versammlung im eigentlichen Sinn zeigen. Von außen sichtbar ist die Absenkung der Hinterhand des Pferdes, die vermehrt die Last des Reiter- und Pferdegewichts aufnimmt. Die Versammlung ist der sechste und letzte Punkt der Ausbildungsskala der Deutschen Reiterlichen Vereinigung.  Bedeutsam ist die Versammlung nicht nur für das Dressurreiten, sondern – wenngleich in geringerem Maße – auch für das Springen und die Vielseitigkeit.

## Zielsetzung
Laut Dressur-Richtlinien der Internationalen Reiterlichen Vereinigung (FEI) dient die Versammlung erstens dazu, das Gleichgewicht des Pferdes, das durch das zusätzliche Reitergewicht gestört wird, zu entwickeln und zu verbessern. Zweitens soll die Fähigkeit des Pferdes erhöht werden, die Hinterbeine mehr zu beugen, damit die Vorhand entlastet und beweglicher wird. Drittens trägt die Versammlung zur Leichtigkeit und Selbsthaltung des Pferdes bei und macht das Reiten angenehmer.
Je nach Versammlungsgrad „können Haltung und Durchlässigkeit bis zu ihrem Höchstmaß gesteigert werden“. Der „durchlässige Gehorsam in der Versammlung“ ist nach Seunig die „Krone der Ausbildung“. Er macht darauf aufmerksam, dass aber „nicht alle Pferde“ den gleichen hohen Versammlungsgrad erreichen können. Wenn ein Pferd jedoch in der Lage ist, „sich zeitweise bis zu einer Selbsthaltung versammeln zu lassen, bei welcher vorderes und hinteres Beinpaar je die Hälfte der Last zu tragen hat und die so weit geht, daß bei einzelnen Lektionen die Hinterhand den überwiegenden Teil der Last, wenn nicht sogar ihre Gesamtheit willig und elastisch federnd aufnimmt“, ist es „allen anderen Pferden überlegen“.

## Merkmale
Versammlung wird erreicht durch ein Absenken der Kruppe (des hinteren Teils des Rückens zwischen Hüfte und Schweifansatz des Pferdes) und durch die Hankenbeugung bei gewölbtem Rücken und das Zurücknehmen und Aufrichten des Pferdehalses.

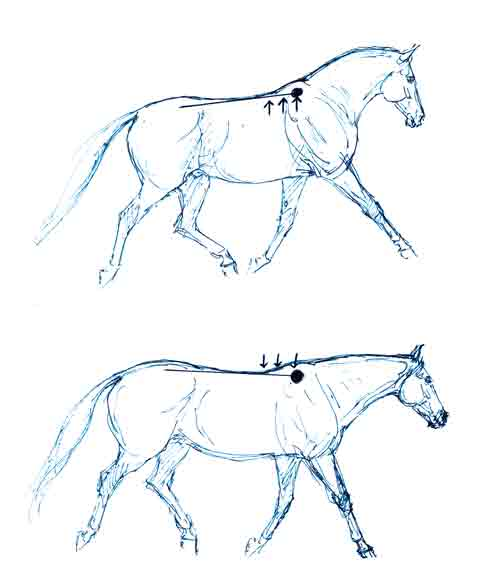
Oben ein versammeltes Pferd, unten ein Pferd auf der Vorhand

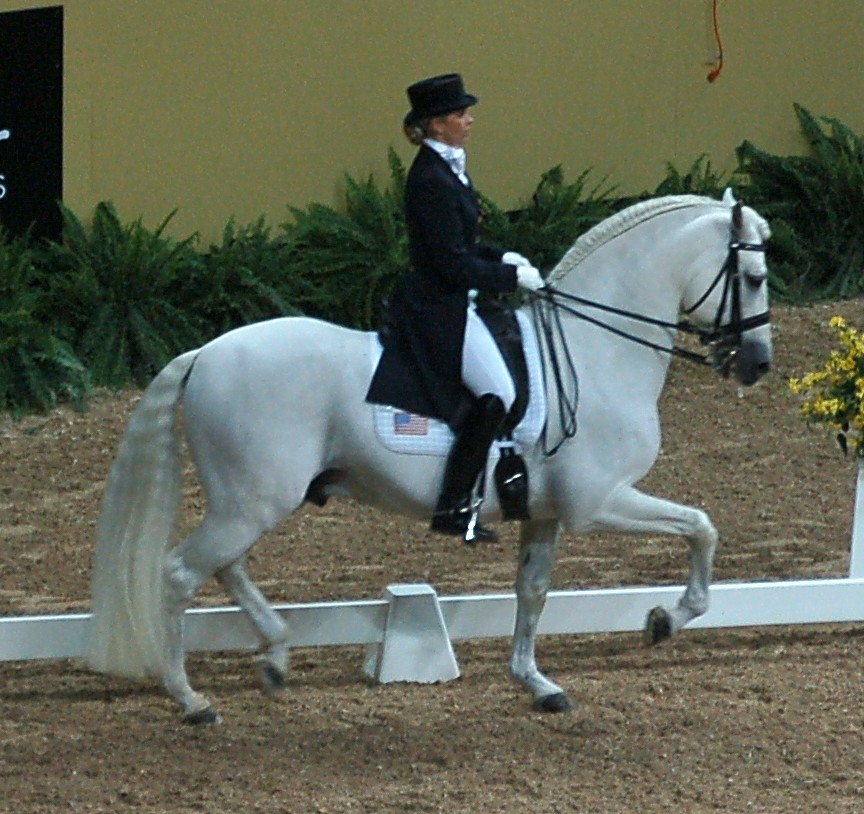
Versammelter Trab

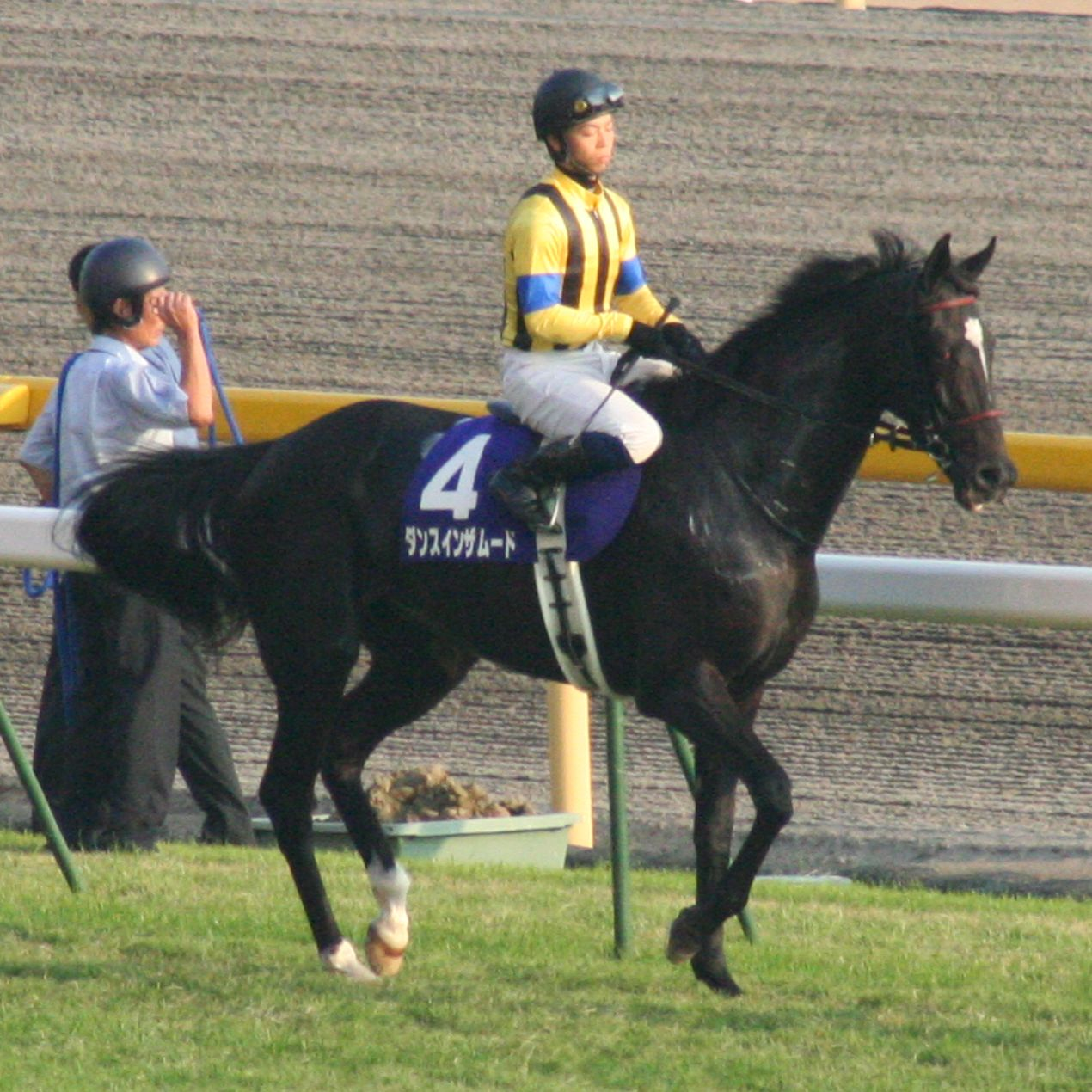
Trab ohne Versammlung

Unter Hankenbeugung versteht man eine verstärkte Winkelung der Knie- und Hüftgelenke und ein stärkeres Untertreten der Hinterbeine unter den Bauch des Pferdes (sogenanntes Untersetzen). Die Hankenbeugung erreicht ihre höchste Steigerung in Lektionen der Hohen Schule der Dressurreiterei wie Piaffe oder Levade.
Bei der Aufrichtung des Pferdehalses unterscheidet man zwischen der falschen absoluten oder künstlichen Aufrichtung, bei der der Reiter/Fahrer durch Ziehen am Zügel die Aufrichtung bewirkt, ohne dass eine entsprechende Absenkung der Kruppe erfolgt, und der korrekten relativen oder natürlichen Aufrichtung, bei der die Aufrichtung des Pferdehalses der Absenkung der Kruppe entspricht, d. h. ohne Muskelverspannungen vom Pferd selbst angeboten wird. Die „erleichterte Vorhand erhält dadurch einen freieren und erhabeneren Vor- und Austritt – die Schulterfreiheit“, das Pferd geht quasi „bergauf“.
Weitere „untrügliche Anzeichen“ der Versammlung sind das „geschmeidige Spiel der Rückenmuskeln“, die „Losgelassenheit und Durchlässigkeit“, die „Energie des Schwungs“ sowie die „Haltung“ und die „Aufmerksamkeit“, die auch als körperliche und seelische „Ausführungsbereitschaft“ definiert werden.
Die in der Versammlung „durch vermehrtes Treiben erzeugte Steigerung der Schubkraft wird […] mit durchhaltenden oder annehmenden Zügelhilfen abgefangen, über den durchlässigen Rücken zurückgegeben, wodurch eine erhöhte Tragkraft erreicht wird.“

## Versammlung in den verschiedenen Gangarten
Ein Kriterium für das Maß der Versammlung, das man dem Pferd zumuten kann, sind „Raumgriff und Schwung im Mitteltrab“, aber auch der Takterhalt.
Beim jungen Pferd empfiehlt Seunig „die erste Trabversammlung am besten durch Aufnehmen aus einem schwungvollen und flüssigen Mitteltrab heraus“, wogegen eine „Verkürzung des Arbeitsgalopps durch häufiges Angaloppieren erzielt“ wird. Eine „Steigerung der Versammlung“ ist dann allerdings nur möglich, wenn „Biegsamkeit und Tragkraft der Hinterhand deren Mehrbelastung gestatten“.
Versammelnd wirken das Antraben aus dem Halten sowie das Angaloppieren aus dem Schritt oder, bei schon größerer Versammlungsfähigkeit, ebenfalls aus dem Halten. Bei sauberer Ausführung sind diese Übergänge eine „untrügliche Probe darauf, ob das Pferd versammelt und durchlässig an den Hilfen steht“.
Um „Frische und Lebhaftigkeit“ zu erhalten, sollte der versammelte Trab „nur auf kurze Strecken und stets mit freieren Gängen abwechselnd“ geritten werden.
Bei der versammelnden Galopparbeit kommt es nicht „auf die Verkürzung der Sprünge an sich“ an, sondern auf die „Erhaltung der schwungvollen Frische“, die „Lebhaftigkeit und Reinheit des Sprunges in der Geraderichtung“.
Der versammelte Schritt ist laut Seunig „zweifellos eine der allerschwierigsten Aufgaben für den Reiter.“ Auch dieses Tempo darf „immer nur auf kurze Strecken geritten werden“.

## Lektionen
Zum Erreichen und zur Verbesserung der Versammlung werden so genannte versammelnde Lektionen gearbeitet. Ihre Vervollkommnung ist zugleich ein Maß für die zunehmende Versammlungsfähigkeit des Pferdes.
- Tempowechsel im Trab und Galopp (unter Beibehaltung von Takt und Schwung)
- Gangartwechsel und ganze Paraden
- Einfacher Galoppwechsel
- Rückwärtsrichten
- Arbeit auf gebogenen Linien inklusive Außenbiegung und -stellung sowie Zirkel verkleinern und vergrößern
- Volten
- Vorbereitung der Seitengänge durch Schenkelweichen, Übertreten, Schultervor oder Kruppevor

Ist ein ausreichendes Maß an Versammlung hergestellt, können auch Lektionen gefordert werden, die nur aus der Versammlung heraus fehlerfrei geboten werden können.
- Außengalopp
- Kurzkehrtwendung
- Hinterhandwendung
- Schrittpirouetten
- Seitengänge wie Schulterherein, Renvers/Travers, Traversalen
- fliegender Galoppwechsel
- Piaffe/Passage

## Versammlung in der klassischen Reitkunst
Die Beherrschung der Versammlung erfordert ein hohes Maß an Vertrauen zwischen Pferd und Reiter, Kondition und Muskelkraft des Pferdes. Sie wird mit fortschreitender Ausbildung des Pferds immer stärker verlangt und findet in den Lektionen der Hohen Schule ihren Höhepunkt.
Hierbei ist in den Lektionen der klassischen Reitkunst eine logische Abfolge immer stärkerer Versammlung zu erkennen, in der Reihenfolge:
- Piaffe/Passage (deutliche Absenkung der Hinterhand zum Trab (fast) auf der Stelle bzw. mit Druck nach oben)
- Levade/Pesade (das gesamte Gewicht liegt ausschließlich auf den Hinterbeinen)
- Kapriole/Courbette (zusätzlich zum Tragen seines Gesamtgewichts kann das Pferd sich aufgrund seiner großen Kraft noch mit den Hinterbeinen vom Boden schnellen)